# Ramodatodes elegans
Ramodatodes elegans là một loài bọ cánh cứng trong họ Cerambycidae.